# مرهم الكبريت
مرهم الكبريت هو دواء أو شكل صيدلانيٍ يستخدم علاج مرض الجرب وهو مرض جلدي طفيلي شائع

## مرض الجرب
الجرب مرض جلدي يسببه حشرة الجرب اسمها Sarcobic scabie، أعراضه عبارة عن بثور تسبب الهيجان الجلدي والحكة الشديدة ويزداد تأثيرها ليلا ، تنتشر في أماكن محددة في الجسم بشكل خاص في الساعدين والقدمين ومنطقة الحوض. مرض الجرب مرض معدي ينتقل بسرعة وسهولة خاصة بين أفراد البيت الواحد، وتستخدم هذه الميزة من أجل التفريق بين الجرب وأعراض الحساسية.
يشعر الناس بالخجل لكونهم مصابين بمرض الجرب ويجب اقناع المريض بأن المرض لا يختلف عن غيره من الأمراض الجلدية وذلك حتى لا يكابر ويرفض الخضوع للعلاج أو لكي لا يعطي معلومات خاطئة للطبيب لا تساعد على التشخيص الصحيح.

## مكونات المرهم

### المواد الفعالة
يتكون المرهم بشكل أساسي من مسحوق الكبريت كمادة فعالة لها القدرة على قتل الطفيل المسبب للجرب ويحتوي أيضا على مسحوق أكسيد الزنك الذي يؤثر كملطف ويزيل التأثير الحارق لمسحوق الكبريت على الجلد ، ويستخدم المسحوق أيضا في تحضير معاجين خاصة بمعالجة السماط أو ما يعرف بالالتهابات الجلدية الشائعة لدى الأطفال وأصحاب البشرة الحساسة.

### المواد الإضافية المساعدة
يستخدم زيت البارافين بكميات قليلة جدا لكي يسهل عملية التحضير كما يستخدم الفازلين وهو مادة شبه صلبة كمادة ناقلة للمادة الفعالة وتعطي للمرهم قواميته.

### نسب المكونات
تختلف نسبة المادة الفعالة في تحضيرة الدواء تبعا لكل لحالة كل إصابة، ولكن بشكل عام يمكن اعتماد النسب التالية:
مسحوق الكبريت = 10%
مسحوق اكسيد الزنك = 3%
زيت البارافين = 5%
الفازلين = يتم إضافة كمية تكمل وزن التحضيرة حتى 100%

## طريقة التحضير
تستخدم طريقة الطحن من أجل التحضير باستخدام الأدوات الخزفية. توضع في البداية المواد الصلبة واحدا فالآخر وتطحن طحنا جيدا باتجاه معاكس لاتجاه عقارب الساعة ثم يوضع زيت البارافين وتطحن لمدة قصيرة ثم يوضع الفازلين شيئا فشيئا وتطحن المكونات وتخلط جيدا ويتم اختبار مدى جاهزية المرهم للاستخدام عن طريق وضعه على اليد ومحاولة نشره على أكبر مساحة من الجلد ويجب أن لا يلاحظ وجود أي مواد صلبة تحتك بالجلد ويجب أن يكون المرهم معتدل القوامية.